# Skate Park
Pour les articles homonymes, voir Skatepark.
Skate Park  est une œuvre de l'artiste autrichien Peter Kogler. Il s'agit d'une sculpture en béton composée d'une surface hémisphérique concave, en forme de bol, dont la surface est peinte d'un planisphère et qui peut être utilisée comme piste de skateboard. Elle est installée en 2006 dans le cadre de la création de la ligne 3 du tramway d'Île-de-France, actuelle ligne 3a,.

## Description
Skate Park est installée dans le square Robert-Bajac, près de la porte d'Italie dans le 13e arrondissement de Paris.
L'œuvre est une sculpture en béton. Elle est constituée de deux parties. La première est une surface en forme de bol de 6 m de diamètre, concave, inclinée et en partie située sous le niveau du sol, dont l'intérieur et l'extérieur sont peints d'un planisphère. La seconde partie est une surface de béton plane et horizontale qui entoure le bol, de 16 m de diamètre.
L'œuvre est destinée à être utilisée par des amateurs de skateboard, la zone horizontale servant de surface d'élan, la zone concave de bowl.

## Commande
L'œuvre fait partie des neuf œuvres d'art contemporain réalisées dans le cadre la commande publique sur le parcours du tramway des Maréchaux Sud, en 2006.
Peter Kogler a également réalisé une autre œuvre dans le cadre de cette commande, Pont, située sur le tablier du pont ferré de la porte de Vanves.